# József Beca
József Beca (in ucraino Йожеф Йожефович Беца?, Jožef Jožefovyč Beca, in russo Йожеф Йожефович Беца?, Jožef Jožefovič Beca; Mukačevo, 6 novembre 1929 – Mukačevo, 24 febbraio 2011) è stato un allenatore di calcio e calciatore sovietico di origine ungherese, dal 1991 cittadino ucraino, di ruolo centrocampista.

## Statistiche

### Cronologia presenze e reti in nazionale
| Cronologia completa delle presenze e delle reti in nazionale ― Unione Sovietica | Cronologia completa delle presenze e delle reti in nazionale ― Unione Sovietica | Cronologia completa delle presenze e delle reti in nazionale ― Unione Sovietica | Cronologia completa delle presenze e delle reti in nazionale ― Unione Sovietica | Cronologia completa delle presenze e delle reti in nazionale ― Unione Sovietica | Cronologia completa delle presenze e delle reti in nazionale ― Unione Sovietica | Cronologia completa delle presenze e delle reti in nazionale ― Unione Sovietica | Cronologia completa delle presenze e delle reti in nazionale ― Unione Sovietica |
| Data                                                                            | Città                                                                           | In casa                                                                         | Risultato                                                                       | Ospiti                                                                          | Competizione                                                                    | Reti                                                                            | Note                                                                            |
| ------------------------------------------------------------------------------- | ------------------------------------------------------------------------------- | ------------------------------------------------------------------------------- | ------------------------------------------------------------------------------- | ------------------------------------------------------------------------------- | ------------------------------------------------------------------------------- | ------------------------------------------------------------------------------- | ------------------------------------------------------------------------------- |
| 23-10-1955                                                                      | Mosca                                                                           | Unione Sovietica                                                                | 2 – 2                                                                           | Francia                                                                         | Amichevole                                                                      | -                                                                               |                                                                                 |
| Totale                                                                          |                                                                                 | Presenze                                                                        | 1                                                                               |                                                                                 | Reti                                                                            | 0                                                                               |                                                                                 |

### Cronologia presenze e reti nella nazionale olimpica
| Cronologia completa delle presenze e delle reti in nazionale ― Unione Sovietica olimpica | Cronologia completa delle presenze e delle reti in nazionale ― Unione Sovietica olimpica | Cronologia completa delle presenze e delle reti in nazionale ― Unione Sovietica olimpica | Cronologia completa delle presenze e delle reti in nazionale ― Unione Sovietica olimpica | Cronologia completa delle presenze e delle reti in nazionale ― Unione Sovietica olimpica | Cronologia completa delle presenze e delle reti in nazionale ― Unione Sovietica olimpica | Cronologia completa delle presenze e delle reti in nazionale ― Unione Sovietica olimpica | Cronologia completa delle presenze e delle reti in nazionale ― Unione Sovietica olimpica |
| Data                                                                                     | Città                                                                                    | In casa                                                                                  | Risultato                                                                                | Ospiti                                                                                   | Competizione                                                                             | Reti                                                                                     | Note                                                                                     |
| ---------------------------------------------------------------------------------------- | ---------------------------------------------------------------------------------------- | ---------------------------------------------------------------------------------------- | ---------------------------------------------------------------------------------------- | ---------------------------------------------------------------------------------------- | ---------------------------------------------------------------------------------------- | ---------------------------------------------------------------------------------------- | ---------------------------------------------------------------------------------------- |
| 29-11-1956                                                                               | Melbourne                                                                                | Indonesia                                                                                | 0 – 0                                                                                    | Unione Sovietica                                                                         | Olimpiadi 1956                                                                           | -                                                                                        |                                                                                          |
| Totale                                                                                   |                                                                                          | Presenze                                                                                 | 1                                                                                        |                                                                                          | Reti                                                                                     | 0                                                                                        |                                                                                          |

## Palmarès

### Giocatore

#### Club
- Coppa dell'Unione Sovietica: 1

CSKA Mosca: 1955

#### Nazionale
- Oro olimpico: 1

Melbourne 1956